# Нансенов међународни уред за избеглице
Нансенов међународни уред за избеглице (фр. Office International Nansen pour les Réfugiés) била је организација коју је 1930. године основала Лига народа и названа по Фритјоф Нансену, убрзо након његове смрти, која је била међународно задужена за избеглице из ратних подручја између 1930. и 1939. Познат је по развоју Нансеновог пасоша који је омогућавао људима без држављанства да путују између земаља. Нобелову награду за мир добила је 1938.

## Историја
Нансенов међународни уред за избеглице основала је 1930. године Лига народа, убрзо након смрти свог заштитника Фритјофа Нансена, да би наставила његов успешан рад у међународној помоћи за избеглице. Тако је наставила рад организације у Женеви, Швајцарска, коју је основао Нансен 1921 године. Лига је такође обезбедила административне трошкове за Нансен-ову канцеларију, мада само за накнаде које се наплаћују за Нансенов пасош, јер су њени приходи за социјалну помоћ и олакшице остварени од приватних доприноса.
Организација је требало да пружи материјалну и политичку подршку избеглицама. За избеглице из Трећег рајха или из грађанске ратне расејане Шпаније Нансенова помоћ није била применљива, иако су многе државе одбиле да приме избеглице.
Упркос проблемима који су настајали у њеном раду, Нобелова награда за мир додељена је организацији 1938. године за њен рад, али због њеног распуштања недуго затим, новчану награду примила је новооснована избегличка организација Лига народа. Канцеларија је распуштена у исто време када је Лига распустила Високу комисију (основану 1933) због проблема око немачких избеглица након распада Трећег рајха.
- Корице Нансеновог пасоша, Полицијска канцеларија, Праг, 1930.
- Печат у Нансеновом пасошу, Нансен међународна канцеларија за избеглице

## Постигнућа
Нансенова канцеларија је обављала бројне задатке док је постојала.
Уред је био одговоран за усвајање Конвенције о избеглицама из 1933. године, која је била скромна повеља о људским правима.
Нансенова канцеларија помогла је у проналажењу склоништа у посебно изграђеним кућама у селима у Сирији и Либану за 40.000 Јермена, након пресељења још 10.000 у Јереван .
Нансенова међународна канцеларија за избеглице била је одговорна за успешно насељавање избеглица Сар у Парагвају након 1935. године.

## Нобелова награда за мир
Нансенова међународна канцеларија за избеглице награђена је Нобеловом наградом за мир 1938. године за напоре на успостављању Нансенових пасоша.